# Відраза (фільм)
«Відра́за» (англ. Repulsion) — британський психологічний трилер 1965 року польського режисера Романа Поланскі.
Фільм дебютував на Каннському кінофестивалі у 1965 році. Відразу після релізу, фільм отримав визнання критиків і на сьогодні вважається одним з найкращих фільмів Полянскі. «Відраза» є першою частиною «квартирної трилогії» режисера, яка включає такі фільми, як «Відраза», «Дитина Розмарі»  (1968) і «Мешканець» (1976), в яких дія також відбуваюється в основному всередині житлових будинків.
Фільм був номінований на премію BAFTA за найкращу операторську роботу (Гілберт Тейлор).

## Сюжет
Керол Леду (Катрін Денев), бельгійська манікюрниця, живе зі своєю старшою сестрою Гелен (Івонн Фюрно) у Лондоні. Керол — молода і вродлива дівчина, проте надзвичайно сором'язлива, особливо у стосунках з чоловіками. Коли Гелен та її приятель Майкл виїжджають на відпочинок до Італії, Керол залишається одна в порожній квартирі. У дівчини починаються галючинації та видіння.

## У ролях
- Катрін Денев — Керол Леду
- Івонн Фюрно — Гелен Леду
- Ян Гендрі — Майкл
- Джон Фрейзер — Колін
- Патрік Ваймарк — домовласник
- Валері Тейлор — мадам Деніз
- Джеймс Вільерс — Джон
- Рене Г'юстон — місс Белч
- Гелен Фрейзер — Бріджет
- Г'ю Фатчер — Реггі
- Моніка Мерлін — місіс Рендлсхем